# Episodi di Fast Forward (settima stagione)
La settima stagione della serie televisiva Fast Forward è stata trasmessa sul canale austriaco ORF eins dal 9 gennaio al 20 marzo 2023.
In Italia, è andata in onda dal 20 al 26 aprile 2022 su Rai 4.
| nº | Titolo originale         | Titolo italiano                  | Prima TV Austria | Prima TV Italia |
| -- | ------------------------ | -------------------------------- | ---------------- | --------------- |
| 1  | Eberhard Bina            | Il Caso Eberhard Bina            | 9 gennaio 2023   | 20 aprile 2022  |
| 2  | Nadja Brugger            | Il Caso Nadja Brugger            | 16 gennaio 2023  | 20 aprile 2022  |
| 3  | Lucia Frost              | Il Caso Lucia Frost              | 23 gennaio 2023  | 21 aprile 2022  |
| 4  | Jakob Dinkelman          | Il Caso Jakob Dinkelman          | 30 gennaio 2023  | 21 aprile 2022  |
| 5  | Sabine Strobl            | Il Caso Sabine Strobl            | 6 febbraio 2023  | 22 aprile 2022  |
| 6  | Heidi Hofreiter          | Il Caso Heidi Hofreiter          | 13 febbraio 2023 | 22 aprile 2022  |
| 7  | Niklas Neumann           | Il Caso Niklas Neumann           | 20 febbraio 2023 | 25 aprile 2022  |
| 8  | Simon Rosenstrauss       | Il Caso Simon Rosenstrauss       | 27 febbraio 2023 | 25 aprile 2022  |
| 9  | Lisa Migutsch            | Il Caso Lisa Migutsch            | 13 marzo 2023    | 26 aprile 2022  |
| 10 | Therese Hasenauer-Kralik | Il Caso Therese Hasenauer-Kralik | 20 marzo 2023    | 26 aprile 2022  |